# Benjamin Valour
Benjamin Valour (né le 19 août 1983) est un joueur français de Scrabble. Il fut champion du monde de Scrabble classique, à la suite de sa victoire à Mons (Belgique) le 23 juillet 2009 contre Pierre-Olivier Georget dans la finale, 2 manches à 1. Licencié au club de Fruges dans le Pas-de-Calais, Benjamin Valour est le plus jeune des champions du monde de Scrabble classique, n'ayant que 25 ans au moment de décrocher le titre.
Il remporte son 2e titre de champion du monde classique en 2017 à Martigny en Suisse en battant Belphégore Mpaga Retenou en finale,.
Il concourt pour un troisième titre en 2021.
Il est sélectionné à quatre reprises en équipe de France pour les Inter-nations de Scrabble classique lors des quatre premières éditions (2021-2024). La sélection est composée des trois meilleurs joueurs français. Il remporte les deux premières éditions, en 2021 (avec Samson Tessier et Jean-François Lachaud) et en 2022 (avec Samson Tessier et Gauthier Houillon), mais perd en finale en 2023 face à la Côte d'Ivoire (avec Samson Tessier et Guillaume Lecut) et en 2024 face à la Côte d'Ivoire à nouveau (avec Samson Tessier et Gauthier Houillon). Avec 29 parties disputées, il est codétenteur du plus grand nombre de parties jouées.
Alors que le championnat de France passe de 16 à 21 rondes pour l'édition 2022, il remporte les deux premières éditions consécutives à cette réforme à Périgny en 2022, puis à Golbey en 2023.

## Palmarès

### Scrabble classique
| Compétition                      |                      |                |          |
| -------------------------------- | -------------------- | -------------- | -------- |
| Championnat du Monde             | 2 (2009, 2017)       |                |          |
| Internations                     | 2 (2021, 2022)       | 2 (2023, 2024) |          |
| Championnat de France            | 3 (2010, 2022, 2023) |                | 1 (2018) |
| Open de France                   | 1 (2019)             | 1 (2018)       | 1 (2015) |
| Championnat de France Interclubs |                      | 2 (2015, 2017) | 1 (2018) |

Numéro 1 mondial : 
- du 13 au 14 février 2008
- du 23 juillet 2009 au 20 mars 2010
- du 11 juillet 2010 au 16 août 2010
- du 13 août 2017 au 10 mai 2018
- du 18 novembre 2018 au 8 juin 2019
- du 1er septembre 2019 au 8 septembre 2019
- du 10 avril 2023 au 16 juillet 2023

### Scrabble duplicate
| Compétition                                 |  |                |          |
| ------------------------------------------- |  | -------------- | -------- |
| Championnat du Monde                        |  |                |          |
| Championnat du Monde paires                 |  |                | 1 (2016) |
| Championnat du Monde blitz                  |  |                |          |
| Championnat de France élite                 |  |                |          |
| Championnat de France paires                |  |                |          |
| Championnat de France en parties originales |  |                |          |
| Coupe d'Europe interclubs                   |  |                |          |
| Championnat de France interclubs            |  | 2 (2022, 2024) | 1 (2017) |

La médaille de bronze en championnat du monde en paires 2016, à Agadir, est obtenue avec Serge Emig

## Parcours dans les compétitions majeures de Scrabble classique
| Saison    | Championnats du monde | Inter-nations | Championnat de France | Open de France | Championnat de France interclubs | Total                |
| --------- | --------------------- | ------------- | --------------------- | -------------- | -------------------------------- | -------------------- |
| 2024-25   | 18e (14-10)           | non qualifié  | 18e (13-8)            | -              | 5e (5-7)                         | 56.14% (32-25)       |
| 2023-24   | 40e (13-11)           | 2e (7-2)      | 5e (14-7)             | -              | 5e (7-5)                         | 62.12% (41-25)       |
| 2022-23   | 19e (14-10)           | 2e (5-4)      | 1e (16-5)             | -              | 14e (8-4)                        | 65.15% (43-23)       |
| 2021-22   | 19e (10-7)            | 1e (5-2)      | 1e (16-5)             | -              | 5e (6-5)                         | 66.07% (37-19)       |
| 2020-21   | 5e (11.5-5.5)         | 1e (5-1)      | 4e (11-5)             | annulé         | annulé                           | 70.51% (27.5-11.5)   |
| 2019-20   | annulé                |               | annulé                | 4e (8-3)       | annulé                           | 72.73% (8-3)         |
| 2018-19   | 16e (10-7)            |               | 3e (12-4)             | 1e (11-1)      | -                                | 73.33% (33-12)       |
| 2017-18   | 24e (8.5-8.5)         |               | 88e (6-3) ab.         | 2e (8-2)       | 3e (6-1)                         | 66.28% (28.5-14.5)   |
| 2016-17   | 1e (16-3)             |               | 7e (11-5)             | 10e (6-3)      | 2e (4-1)                         | 75.51% (37-12)       |
| 2015-16   | 7e (10-6)             |               | 9e (9.5-4.5)          | -              | 5e (4-1)                         | 67.14% (23.5-11.5)   |
| 2014-15   | 33e (9-8)             |               | -                     | 3e (8-2)       | 2e (3-2)                         | 62.50% (20-12)       |
| 2013-14   | 24e (9-8)             |               | 6e (10-4)             | -              | 5e (2-3)                         | 58.33% (21-15)       |
| 2012-13   | -                     |               | -                     | -              | 7e (3-2)                         | 60.00% (3-2)         |
| 2011-12   | 13e (10-7)            |               | 7e (10-4)             | -              | -                                | 64.52% (20-11)       |
| 2010-11   | -                     |               | 26e (7-7)             | -              | -                                | 50.00% (7-7)         |
| 2009-10   | 12e (9-5)             |               | 1e (12-3)             | -              | -                                | 72.41% (21-8)        |
| 2008-09   | 1e (13-4)             |               | 5e (10-4)             | -              |                                  | 74.19% (23-8)        |
| 2007-08   | 29e (7-7)             |               | 14e (8-4)             |                |                                  | 57.69% (15-11)       |
| Médailles |                       |               |                       |                |                                  |                      |
| Total     | 60.51% (164-107)      | 70.97% (22-9) | 69.54% (165.5-72.5)   | 78.85% (41-11) | 60.76% (48-31)                   | 65.65% (440.5-230.5) |